# Elsa Lystad (konstnär)
Elsa Lystad, född 30 juli 1899 i Kristiania, Norge, död 15 februari 1970 en norsk konstnär.
Hon var dotter till bankchefen Einar Lystad och Elsa Munktell. Lystad studerade konst för Christian Krogh vid Statens Kunstakademi i Oslo 1919 och vid Konsthögskolan i Stockholm 1920–1922 där hon tilldelades Kanslermedaljen för sitt figurmåleri 1921, hon fortsatte därefter sin utbildning för Hans Hofmann i München 1922 och för Fernand Léger i Paris 1924. I Paris delade hon ateljé med Siri Meyer. Hon ställde ut separat ett flertal gånger i Oslo och medverkade i ett stort antal samlingsutställningar i Norge och utlandet. Bland hennes offentliga arbeten märks ett 30-tal porträtt som finns placerade i norska offentliga byggnader. Hennes konst består av stilleben, porträtt och landskapsmålningar.